# Том Гарді
Едвард Томас Гарді (англ. Edward Thomas Hardy) (нар. 15 вересня 1977, Гаммерсміт, Лондон, Велика Британія), знаніший як Том Гарді (англ. Tom Hardy) — британський актор театру та кіно, відомий за головною роллю у фільмі «Бронсон» (2008), а також завдяки участі в голлівудських блокбастерах «Зоряний шлях: Відплата» (2002), «Початок» (2010), «Воїн» (2011) та «Темний лицар повертається» (2012), «Шалений Макс: Дорога гніву» (2015), «Легенда Г'ю Гласса» (2015)

## Біографія
Том Гарді, єдина дитина в сім'ї, народився в Гаммерсміті і виріс у Лондоні. Його мати Енн була із сім'ї ірландських католиків і працювала художником, а батько Едуард Гарді писав комедії. Гарді навчався у школах Рідс, Тавер-Гаус та Річмондській театральній школі, після чого вступив до Drama Centre London (тут Том займався під керівництвом викладача, що навчав Ентоні Гопкінса).
Він починав свою кар'єру у військових драмах, зігравши рядового армії США Джона Яновеча у серіалі «Брати по зброї» (2001). Його дебют у кіно відбувся у військовому трилері Рідлі Скотта Падіння «Чорного яструба» (2001).
Том Гарді одружився із Сарою Гарді у 1999 році. Через деякий час вони розлучилися. У нього є син Луї Гарді від колишньої подруги Рейчел Спід. У липні 2010 за рік після знайомства він освідчився Шарлотті Райлі.
У Гарді були наркотична та алкогольна залежність, але у 2003 році він переборов їх.

## Кар'єра
В 2002 році Гарді з'являється в незалежній стрічці «Крапки над І», де його партнером по знімальному майданчику був Гаель Гарсія Берналь. Потім він переїжджає у Північну Африку, де знімається в картині «Саймон: Англійський легіонер» (2002), що розповідає історію Французького Іноземного легіону. У тому ж році він зіграв першу помітну роль у своїй кар'єрі, з'явившись в образі Ремана Претора Шинзона, клону капітана «Ентерпрайза» Жана-Люка Пікара (Патрік Стюарт), у фільмі «Зоряний шлях: Відплата». Він повернувся в Англію, щоб знятися в трилері «LD50: Смертельна доза» (2003).
У 2003 році Гарді був нагороджений театральною премією London Evening Standard Theatre Award за видатний дебют на сцені у виставах за п'єсами Кров і В Аравії ми б стали королями, поставлених театрами Royal Court Theatre та Hampstead Theatre. Цього ж року він був номінований на Премію Лоуренса Олів'є за найбагатонадійніший дебют 2003 року за гру у виставі В Аравії ми б стали королями.
Гарді з'являється в серіалі каналу BBC 2005 року «Королева-діва», виконавши роль Роберта Дадлі, друга дитинства Єлизавети I. Серіал зображує їх відносини як платонічні, хоча і дуже романтичні. Гарді зіграв Джона Флемінга у телефільмі А значить Андромеда (2006), заснованому на однойменному науково-фантастичному серіалі Фелла Річарда 1960-х років.

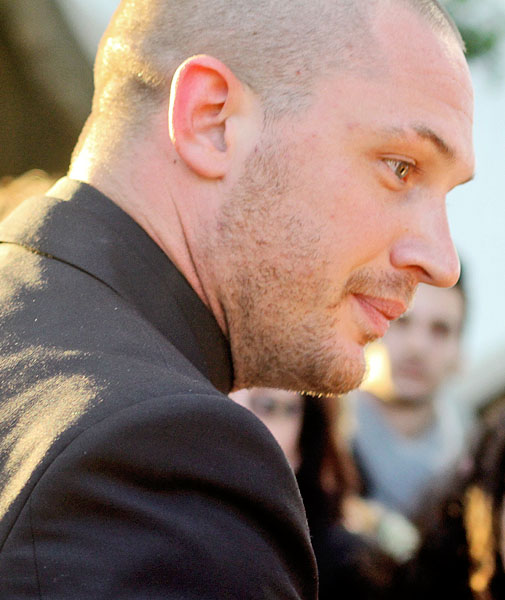
Том Гарді на лондонській прем'єрі фільму «Шпигун, вийди геть!», вересень 2011

У 2007 році він знімається у теледрамі Stuart: A Life Backwards, заснованій на реальних подіях. Гарді грає головного героя фільму, бездомного Стюарта Шортера, над яким багато років знущалися, і чия смерть, можливо, була самогубством. У вересні 2008 року він з'являється в гангстерської комедії Гая Річі «Рок-н-рольник», зігравши бандита-гея Красеня Боба, одного з членів злочинного угруповання «Дика зграя», очолюваної персонажем Джерарда Батлера, на ім'я Раз-Два.
На початку 2009 Гарді знявся у фільмі «Бронсон», що розповідає про життя в'язня Чарльза Бронсона, який більшу частину свого дорослого життя провів в одиночній камері. Для фільму він набрав 19 кілограмів м'язової маси.
У червні того ж року Гарді знявся в телесеріалі «Прикуп», зігравши гангстера Фредді, який займається наркотиками та алкогольними напоями. Роль принесла йому номінацію на премію Crime Thriller Awards в категорії «Найкращий актор» за 2009 рік.
У серпні 2009 року він з'являється в екранізації роману Емілі Бронте «Буремний перевал», виконавши роль Гіткліфа, класичного символу любові, який закохується в подругу свого дитинства Кетрін (Шарлотта Райлі). У таблоїді The Sun навіть писали, що після закінчення роботи над фільмом вони почали зустрічатися, заради чого він кинув дружину, із якою разом жив два роки, і маленького сина. Райлі через інтерв'ю заперечувала ці чутки.
На початку 2010 року в чиказькому Goodman Theatre Гарді зіграв у виставі Філіпа Сеймура Гоффмана The Long Red Road за п'єсою Бретта Сі Леонарда. Гарді отримав схвальні відгуки від критиків за роль алкоголіка Сема, який намагається пропити своє минуле.
У 2010 році вийшов один із найуспішніших фільмів за участі Тома Гарді — науково-фантастичний трилер Крістофера Нолана «Початок», у якому він виконав роль Імса. У червні 2010 року Гарді в програмі «П'ятничний вечір з Джонатаном Россом» оголосив, що зіграє головну роль у новій частині франшизи «Шалений Макс».
Гарді постав в образі сина Педді Конлон (Нік Нолті) у стрічці про старого майстра бойових мистецтв «Воїн» (2011).. У цьому ж році вийшов фільм Шпигун, вийди геть за його участі.
У 2012 Гарді знявся у трьох фільмах: комедії «Отже, війна», історичній драмі «Найп'янкіший округ у світі» та в блокбастері «Темний лицар повертається», де виконав роль злодія Бейна.
У 2014 році вийшли дві картини з Томом Гарді в головних ролях: «Лок» і «Общак». У грудні того ж року Гарді отримав роль Ріка Прапора у фільмі «Загін самогубців», але в на початку 2015 року покинув проєкт.
У 2014 році стало відомо, що Гарді приєднається до акторського складу серіалу «Гострі картузи», де в головній ролі виступив Кілліан Мерфі. До слова, це вже не перша спільна робота артистів. Вони зустрічалися на знімальних майданчиках «Початку» і «Темного лицаря». Гарді дісталась роль ватажка лондонського злочинного єврейського угруповання на ім'я Алфі Соломонс. При цьому його герой поєднує в собі найтемніші сторони представника кримінального світу і в той же час — порядність і людяність.
У 2015 році Гарді втілив на екрані образи братів-близнюків в кримінальному трилері «Легенда». Він зіграв у фільмі двох гангстерів, які тероризували столицю Великої Британії протягом декількох років. Час дії картини переносить глядачів у 60-ті роки 20-го століття. У кінострічці також знялися Емілі Браунінг і Пол Андерсон. За роботу в ній актор був номінований на премію «Супутник» в категорії «Кращий виконавець головної ролі».
На початку 2017 року на екрани вийшов драматичний телесеріал «Табу», в якому Гарді виконав головну роль. Актор зіграв епізодичну роль у восьмій частині «Зоряних воєн».
В травні 2017 року було оголошено, що Гарді зіграє роль Едді Брока / Венома у фільмі «Веном», заснованому на коміксах видавництва Marvel Comics. Знімання стартувало 23 жовтня 2017 року Атланті і Нью-Йорку. «Веном» вийшов на екрани 5 жовтня 2018 року в Північній Америці.

## Особисте життя
2010 року актор заявив, що у молодості мав сексуальні стосунки з чоловіками. Проте в тому ж інтерв'ю Гарді також чітко дав зрозуміти, що його не приваблюють чоловіки, додавши: «Я грався з усім і всіма. Але чоловіки мене не захоплюють у сексуальному плані. Я люблю форму та фізичність, але гомосексуальна частина мене не приваблює». Актор також завжди зазначав, що є гетеросексуальним чоловіком, а не геєм.
Під час навчання в Лондоні Гарді, якому на той час було 22 роки, зустрівся з акторкою та продюсеркою Сарою Ворд. Тритижневий роман завершився весіллям, дівчина взяла прізвище чоловіка. Але через п'ять років пара розлучилася: У той час ходило багато чуток про те, що могло стати причиною їхнього розлучення, але жодна з них не підтвердила жодних спекулятивних причин. Хоча Том Гарді відкрито не говорив про шлюб, він часто розповідав про свою боротьбу із залежністю та зловживанням психоактивними речовинами в той час.
Згодом Гарді деякий час зустрічався з телеведучою Ліндою Пак. Після цих відносини — з акторкою Рейчел Спід. Вона народила сина Луї, але стосунки пара так і не зареєструвала. Пізніше у пресі з'являлася інформація про те, що Емілі Браунінг стала новою дівчиною Тома, але самі вони цього не підтверджували. Раніше знаменитості разом брали участь в зніманні фільму «Легенда». Відомо, що у Гарді теплі дружні стосунки з Нумі Рапас, акторкою театру і кіно зі Швеції. Колеги разом знялися в кримінальній драмі «Общак».
У 2009 році на зніманні «Грозового перевалу» Том познайомився з Шарлоттою Райлі. За сценарієм між їхніми героями Хіткліфф і Кеті спалахує роман. У кінцевому підсумку вони почали стосунки і в реальному житті. Гарді зробив пропозицію Райлі, і 2014 року вона стала його дружиною. У жовтні наступного року у подружжя народився син. У січні 2019 стало відомо про народження третього сина актора, якого Том назвав на честь головного героя фільму «Форрест Гамп».
Відомо, що актор любить собак. 2015 року Том разом зі своїм псом по кличці Вудсток, якого він одного разу підібрав на вулиці, знявся в рекламній кампанії PETA, а урна з прахом першого вихованця Макса досі перебуває в його будинку.

## Фільмографія

### Кінофільми
| Рік  |   | Українська назва                | Оригінальна назва            | Роль                                   |
| ---- | - | ------------------------------- | ---------------------------- | -------------------------------------- |
| 2001 | ф | Падіння «Чорного яструба»       | Black Hawk Down              | фахівець Ленс Твомблі                  |
| 2002 | ф | Саймон: Англійський легіонер    | Deserter                     | Паскаль Дюпон                          |
| 2002 | ф | Зоряний шлях: Відплата          | Star Trek: Nemesis           | Претор Шинзон, лідер ромуланців        |
| 2003 | ф | День розплати                   | The Reckoning                | Строу                                  |
| 2003 | ф | Крапки над і                    | Dot the i                    | Том                                    |
| 2003 | ф | LD50: Летальна доза             | LD 50 Lethal Dose            | Метт                                   |
| 2004 | ф | Електромагнітне випромінювання  | EMR                          | Генрі                                  |
| 2004 | ф | Листковий торт                  | Layer Cake                   | Кларк                                  |
| 2006 | ф | Мінотавр                        | Minotaur                     | Тео                                    |
| 2006 | ф | Марія-Антуанетта                | Marie Antoinette             | Рамон                                  |
| 2006 | ф | Сцени сексуального характеру    | Scenes of a Sexual Nature    | Ноель                                  |
| 2007 | ф | Потоп                           | Flood                        | Зак                                    |
| 2007 | ф | Камера тортур                   | w Delta z                    | П'єр Джексон                           |
| 2007 | ф | Спадкування                     | The Inheritance              | тато                                   |
| 2008 | ф | Бронсон                         | Bronson                      | Чарльз Бронсон                         |
| 2008 | ф | Рок-н-рольник                   | RocknRolla                   | Красунчик Боб                          |
| 2010 | ф | Початок                         | Inception                    | Імс                                    |
| 2011 | ф | Шпигун, вийди геть              | Tinker, Tailor, Soldier, Spy | Ріккі Тарр                             |
| 2011 | ф | Воїн                            | Warrior                      | Том Конлон                             |
| 2012 | ф | Отже, війна                     | This Means War               | Так                                    |
| 2012 | ф | Темний лицар повертається       | The Dark Knight Rises        | Бейн                                   |
| 2012 | ф | Найп'янкіший округ у світі      | Lawless                      | Форрест Бондурант                      |
| 2013 | ф | Лок                             | Locke                        | Іван Лок                               |
| 2014 | ф | Брудні гроші                    | The Drop                     | Боб Саґіновскі                         |
| 2014 | ф | Номер 44                        | Child 44                     | Лев Демидов                            |
| 2015 | ф | Шалений Макс: Дорога гніву      | Mad Max: Fury Road           | Макс Рокатанскі                        |
| 2015 | ф | Легенда                         | Legend                       | Рональд Крей і Реджинальд Крей         |
| 2015 | ф | Легенда Г’ю Ґласса              | The Revenant                 | Джон Фіцджеральд                       |
| 2015 | ф | вул. Лондонська                 | London Road                  | Марк                                   |
| 2017 | ф | Дюнкерк                         | Dunkirk                      | Фар’єр                                 |
| 2017 | ф | Зоряні війни: Останні джедаї    | Star Wars: The Last Jedi     | FN-926                                 |
| 2018 | ф | Веном                           | Venom                        | Едді Брок / Веном                      |
| 2020 | ф | Капоне                          | Capone                       | Аль Капоне                             |
| 2021 | ф | Веном 2: Карнаж                 | Venom: Let There Be Carnage  | Едді Брок / Веном                      |
| 2021 | ф | Людина-павук: Додому шляху нема | Spider-Man: No Way Home      | Едді Брок / Веном (сцена після титрів) |
| 2023 | ф | Байкери                         | The Bikeriders               | Джонні                                 |
| 2024 | ф | Веном: Останній Танець          | Venom: The Last Dance        | Едді Брок / Веном                      |
| 2025 | ф | Спустошення                     | Havoc                        | Волкер                                 |

### Телебачення
| Рік       |    | Українська назва     | Оригінальна назва        | Роль                                  |
| --------- | -- | -------------------- | ------------------------ | ------------------------------------- |
| 2001      | с  | Брати по зброї       | Band of Brothers         | рядовий Джон А. Яновеч (2 епізоди)    |
| 2005      | тф | Втеча з замку Колдіц | Colditz                  | другий лейтенант Джек Роуз            |
| 2005      | с  | Королева-діва        | The Virgin Queen         | Роберт Дадлі, граф Лестер (3 епізоди) |
| 2005      | тф | Дочка Гідеона        | Gideon's Daughter        | Ендрю                                 |
| 2006      | тф | Свіні-Тодд           | Sweeney Todd             | Меттью                                |
| 2006      | тф | А значить Андромеда  | A for Andromeda          | Джон Флемінг                          |
| 2007      | с  | Медоуленд            | Cape Wrath               | Джек Доннеллі (5 епізодів)            |
| 2007      | тф | Стюарт: Минуле життя | Stuart: A Life Backwards | Стюарт Шортер                         |
| 2007      | тф | Олівер Твіст         | Oliver Twist             | Білл Сайкс                            |
| 2009      | тф | Грозовий перевал     | Wuthering Heights        | Хіткліфф                              |
| 2009      | с  | Прикуп               | The Take                 | Фредді Джексон (4 епізоди)            |
| 2014—2022 | с  | Гострі картузи       | Peaky Blinders           | Алфі Соломонс (13 епізодів)           |
| 2017      | с  | Табу                 | Taboo                    | Джеймс Дилейні (8 епізодів)           |
| 2025      | с  | Мобленд              | MobLand                  | Гаррі Да Соуза (10 епізодів)          |

### Театр
| Рік  | Вистава                      | Роль     | Примітки                 |
| ---- | ---------------------------- | -------- | ------------------------ |
| 2003 | В Аравії ми стали б королями | Скенк    | Hampstead Theatre        |
| 2007 | The Man of Mode              | Дорімант | British National Theatre |